# عقلية السلطعون

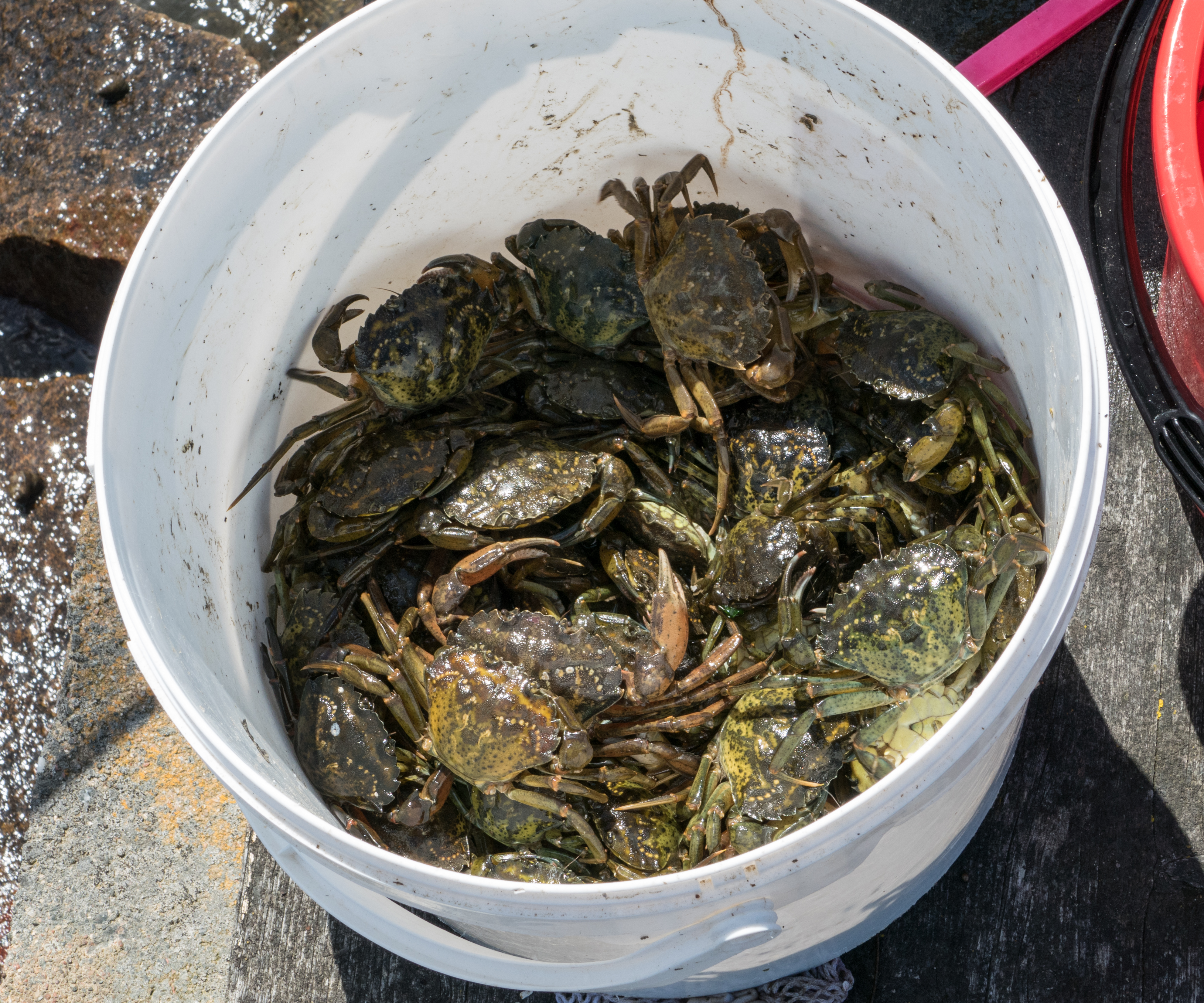
سلطعونات حيّة في دلو

عقليّة السلطعون (بالإنجليزية: Crab Mentality)‏ هي جملةٌ تصفُ طريقة تفكير معينة لبعض الأشخاص ويُمكن تلخيص طريقة التفكير هذهِ في جملة «إذا لم يكن بمقدوري الحصول على هذا الشيء، فلن تحصل عليه أنت». استُمدّت هذه الاستعارة من نمط السلوك الذي لُوحظ في سرطانات البحر عندما يتمُّ احتجازها في دلو؛ ففي حين يُمكن لأيّ سلطعون الهروب من الدلو بسهولة؛ تقومُ باقي السلطعونات بتقويض جهود السلطعون الذي يُحاول الهرب وهكذا دواليك مما يؤدّي إلى بقاء كل السلطعونات في الدلو وتضييع فرصة الهرب. يتكرَّرُ هذا الموقف في السلوكِ الإنساني أيضًا، حيث يحاول بعض الأشخاص في مجموعةٍ ما أن يقللوا من قيمةِ نجاحٍ حققه شخصٌ آخر مثلًا؛ ويكونُ هذا بسببِ الحسد، الغيظ، الحقد، التآمر أو حتى المنافسة.

## التأثير على الأداء
تُؤثر عقلية السلطعون على أداء الأفرادِ في مجموعةٍ ما؛ حيث يتصرَّفُ البشر بطريقةٍ مماثلةٍ للسلطعون خاصةً عندما يكونُ داخل فريقٍ أو مجموعةٍ ما. قُيِّم تأثير عقلية السلطعون على الأداء من خلالِ دراسةٍ أجرتها جامعةٌ في نيوزيلندا في عام 2015؛ حيثُ وجدت ارتفاعًا في متوسّطِ نتائج الاختبارات وصل 18% وذلك بعدما حصل الطلاب على درجاتهم بينما مُنع الآخرون من معرفتها.